# قمة الرياض العالمية للتقنية الحيوية الطبية
قمة الرياض العالمية للتقنية الحيوية الطبية بنسخته الثالثة 2024، هي قمة تقام في مدينة الرياض في قاعة الأمير سلطان فندق الفيصلية, تحت رعاية سمو الأمير محمد بن سلمان بن عبدالعزيز آل سعود ولي العهد رئيس مجلس الوزراء، وبتنظيم وزارة الحرس الوطني ممثلة بالشؤون الصحية، يومي 7 - 9 جمادى الآخرة 1446هـ الموافق 10 - 12 نوفمبر 2024م. تستضيف القمة خبراء البحوث الطبية الحيوية والصحية والأطباء وأعضاء هيئة التدريس وخبراء صناعة الأدوية والتكنولوجيا الحيوية، وممثلي المؤسسات الصحية، وخبراء البحث والتطوير حول العالم.

## الأهداف
تهدف القمة إلى ترسيخ مكانة السعودية كبوابة عالمية للتقنية الحيوية الطبية، من خلال بناء الشراكات العالمية للتكنولوجيا الحيوية الطبية، واستحداث برامج تطوير الصناعة الدوائية الوطنية.

## الموضوعات
استعرض المتحدثون كيف ساهمت رؤية المملكة 2030 في تحولها إلى قوة صناعية رائدة، إلى جانب تناول اتجاهات الاستثمار في التكنولوجيا الحيوية، والقدرات الأساسية للعلوم البيولوجية في مجال البحث والتطوير في مجال اللقاحات وتصنيعها، واستراتيجيات جعل الابتكار حقيقة واقعة مع التركيز على متطلبات التصنيع المستقبلية.

## المشاركون
تناول المشاركون ما يتعلق بالأجهزة الطبية وتطوير وتصنيع MedTech، وابتكار يعيد تصور الرعاية الصحية، وجاهزية علم الأمراض الرقمي، والابتكار وريادة الأعمال في التكنولوجيا الحيوية الطبية، والابتكار في الأسواق ذات النمو المرتفع إلى جانب المعايير العالمية، ودور البنك الحيوي للسكان في المجال الطبي، والتطورات العالمية في التطور السريري، وإعداد التجارب السريرية لـ KAIMRC / MNGHA، من خلال أدلة من العالم الحقيقي، وبيانات العالم الحقيقي والذكاء الاصطناعي، والتحضير للوضع المستقبلي مع RWE والأدلة المتكاملة.